# Salpis antennata
Salpis antennata là một loài bướm đêm trong họ Geometridae.